# Détecteur d'alerte laser

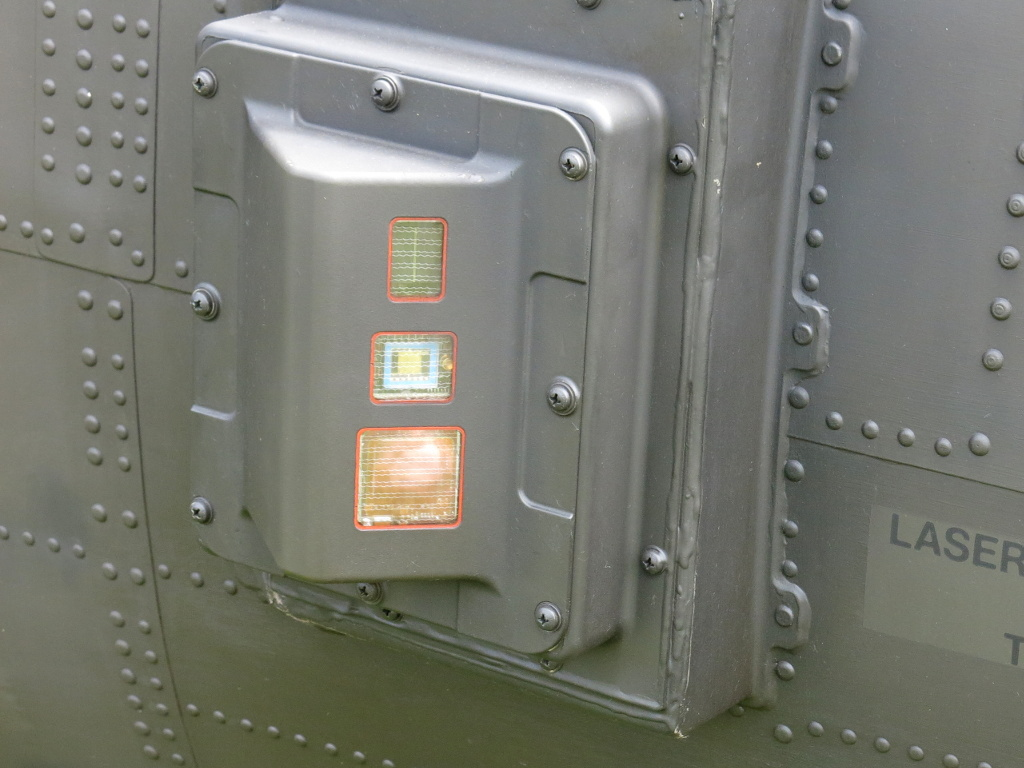
Un détecteur d'alerte laser AN/AVR-2A installé sur le fuselage d'un hélicoptère d'attaque AH-64 Apache.

Un Détecteur d’Alerte Laser (DAL) est un système qui détecte les rayons lasers des systèmes d’armes guidées par laser et la télémétrie laser. L’alerte donnée permet d’engager diverses contre-mesures (passives et actives).

## Fabricants et produits (liste non exhaustive)
- Leonardo : RALM02
- Elbit Systems : ELAWS, MTDS
- Thales : SPECTRA
- Saab Grinteck : LEDS-50[2]
- Amcoram : LIW-2, LWS-2
- Helio Mirror Company : LWD 21[3]
- Electromashina JSC: OTShU-1-7
- Goodrich Corporation : Model 301 MG
- UTC Aerospace Systems : AN/AVR-2B(V), AN/VVR-4
- SIMRAD : RL 1[4], RL 2[5]
- Racal : Saviour[6]

## Galerie

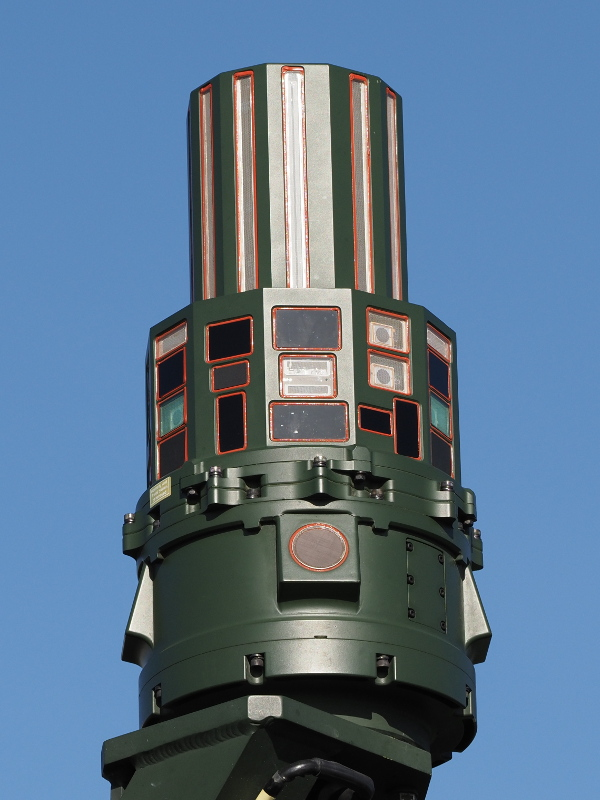
Un détecteur d'alerte laser MTDS  monté sur un véhicule de combat d'infanterie Pandur II de l'armée tchèque.
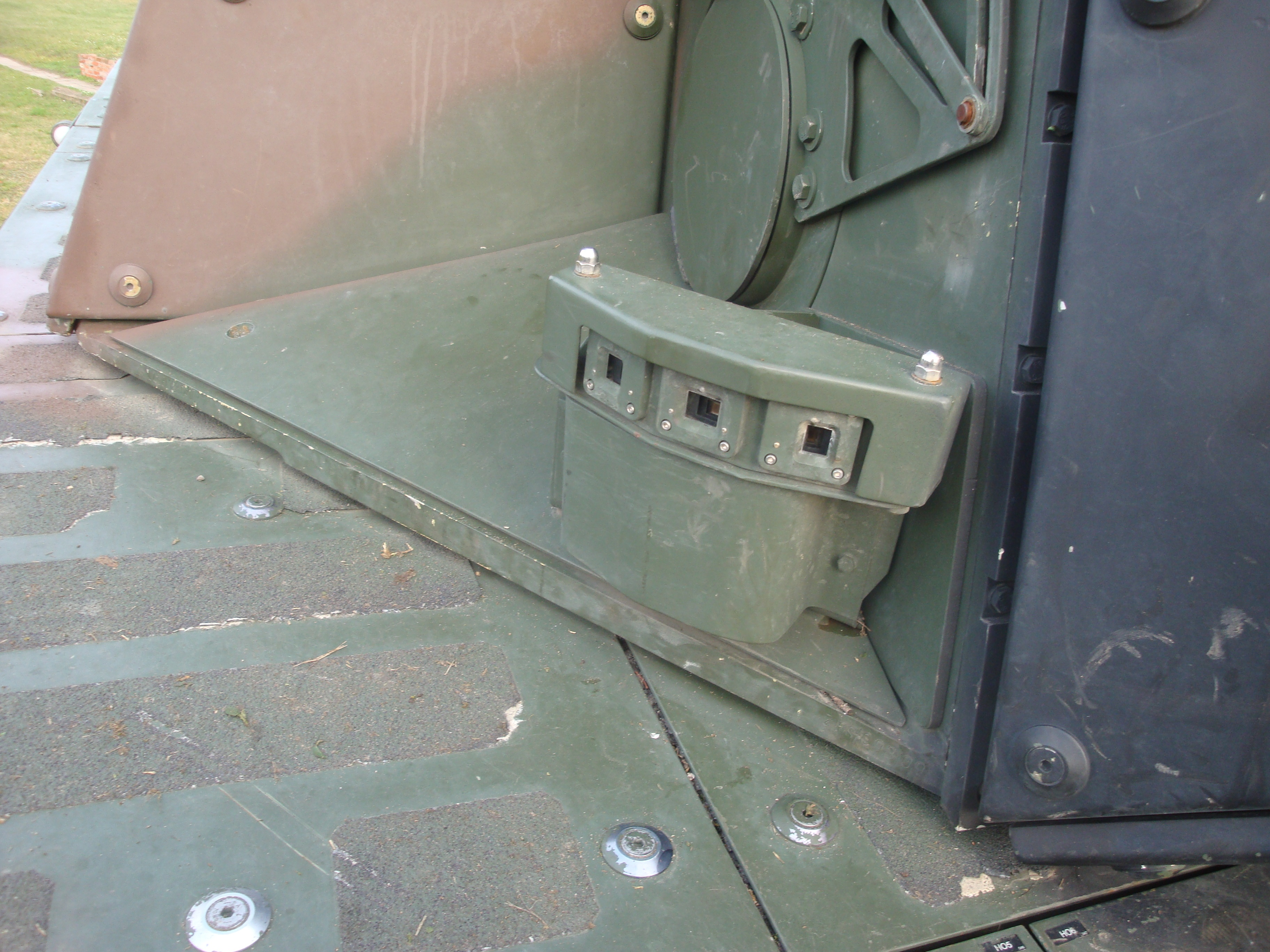
Des détecteurs d'alerte laser Obra installés sur la tourelle d'un Rosomak polonais.